# Liste der Kellergassen in Großrußbach
Die Liste der Kellergassen in Großrußbach führt die Kellergassen in der niederösterreichischen Gemeinde Großrußbach an.
| Foto |                 | Kellergasse                      | Standort                    | Beschreibung |
| ---- | --------------- | -------------------------------- | --------------------------- | --- |
| BW   | Datei hochladen | Flurstraße                       | KG: Großrußbach Standort    | Die einseitige Einzelkellergasse befindet sich an einer Geländekante im westlichen Hintaus. Sie besteht aus neun Kellern unterschiedlicher Bauart auf 100 Metern Länge; die Mehrheit der Keller ist erneuerungsbedürftig. Die älteste Datierung ist von 1894. |
| BW   | Datei hochladen | Augraben / Heideweg / Sulzweg    | KG: Großrußbach Standort    | Das Kellergassensystem befindet sich am südöstlichen Ortsrand und besteht aus einseitigen Kellergassen im Hintaus (Augraben, Sulzweg) und einer beidseitigen Kellergasse in einem Graben (Heideweg). Insgesamt befinden sich hier 43 Gebäude, davon 36 Keller, auf 450 Metern Länge. Die Keller sind teils traufständig, teils in Schildmauerform; etwa die Hälfte ist erneuerungsbedürftig oder verfallen. Die älteste Datierung stammt von 1826. |
| BW   | Datei hochladen |                                  | KG: Großrußbach Standort    | Die kurze einseitige Kellergasse liegt in einem Graben am nördlichen Ortsrand. |
| BW   | Datei hochladen | Bei der Kirche                   | KG: Hipples Standort        | In einem breiten Graben rund um die Kirche befinden sich 29 Gebäude, davon 26 Keller in unterschiedlichen Bauformen. Die meisten Keller sind erneuerungsbedürftig oder verfallen. |
| BW   | Datei hochladen | Hintaus                          | KG: Hipples Standort        | Zu beiden Seiten des im westlichen Hintaus verlaufenden Güterwegs befinden sich auf 130 Metern Länge insgesamt 20 Gebäude, davon 13 Keller, vorwiegend in Schildmauerform. Die Mehrheit der Keller ist erneuerungsbedürftig. |
| BW   | Datei hochladen |                                  | KG: Hipples Standort        | Ein paar Keller befinden sich an einer Geländekante westlich knapp außerhalb des Dorfs. |
| ja   | Datei hochladen | Kellergasse                      | KG: Karnabrunn Standort     | Die einseitige Einzelkellergasse liegt im nördlichen Hintaus, teils an einer Geländekante, teils in Hohlweglage. Auf 250 Metern Länge befinden sich 24 Gebäude, davon 22 Keller. Die Keller sind mehrheitlich in Schildmauerform und überwiegend erneuerungsbedürftig oder verfallen. |
| BW   | Datei hochladen | Laaer Straße                     | KG: Karnabrunn Standort     | Einseitig an einer Geländekante an der nordöstlichen Ortsausfahrt befinden sich einige Keller in Schildmauerform. |
| BW   | Datei hochladen | Beim Hausberg                    | KG: Kleinebersdorf Standort | Am südlichen Dorfrand befindet sich nördlich und nordöstlich des Hausbergs eine einseitige Kellerreihe. |
| BW   | Datei hochladen | Kellergasse, nördlicher Teil     | KG: Kleinebersdorf Standort | Im Nordteil des westlichen Hintaus liegt die einseitige Einzelkellergasse an einer Geländekante. Sie besteht aus neun Gebäuden, davon sieben Kellern, auf 70 Metern Länge. Die Mehrheit der Keller ist erneuerungsbedürftig. |
| BW   | Datei hochladen | Kellergasse, südlicher Teil      | KG: Kleinebersdorf Standort | Die einseitige Einzelkellergasse liegt im südlichen Teil des westlichen Hintaus an einer Geländekante. Auf 150 Metern Länge befinden sich zehn Gebäude, davon acht Keller. Die Mehrheit der Keller ist erneuerungsbedürftig. Die älteste Datierung stammt von 1899. |
| BW   | Datei hochladen | Hauptstraße (Kellerberg)         | KG: Weinsteig Standort      | Die einseitige Einzelkellergasse liegt an einer Geländekante an der westlichen Ortsausfahrt. Schmidbaur fand hier auf einer Länge von 100 Metern 14 Gebäude vor, davon elf Keller in unterschiedlichen Bauformen, überwiegend erneuerungsbedürftig oder verfallen. Die älteste Datierung war von 1879. Mittlerweile sind in diesem Bereich einige neue Wohnhäuser errichtet worden.                                                                |
| BW   | Datei hochladen | An der Bundesstraße, bei der ÖBB | KG: Wetzleinsdorf Standort  | Die einseitige Einzelkellergasse liegt an einer Geländekante südlich außerhalb des Orts. Sie besteht aus acht Kellern, überwiegend in Schildmauerform und mehrheitlich erneuerungsbedürftig, auf 70 Metern Länge. |
| BW   | Datei hochladen | Brunnenweg                       | KG: Wetzleinsdorf Standort  | Die Kellergasse liegt am südöstlichen Ortsrand. Sie besteht aus zwölf Gebäuden, davon neun Kellern in unterschiedlichen Bauformen, auf 100 Metern Länge. |
| BW   | Datei hochladen | Mühlberg                         | KG: Wetzleinsdorf Standort  | Die Einzelkellergasse liegt am nördlichen Ortsrand. Im östlichen Teil befinden sich auf der Südseite des Güterwegs auf 50 Metern Länge etwa 10 Keller in Schildmauerform. Westlich davon befinden sich einige wenige Keller über 350 Meter Länge lose verstreut nördlich des Güterwegs. |
| BW   | Datei hochladen | Mühlenweg                        | KG: Wetzleinsdorf Standort  | Die einseitige Einzelkellergasse an einer Geländekante lag ursprünglich westlich außerhalb der Ortschaft, heute grenzt sie an neues Siedlungsgebiet. Sie besteht aus neun mehrheitlich erneuerungsbedürftigen oder verfallenen Kellern in unterschiedlichen Bauformen auf 80 Metern Länge. |

| Foto:                    | Fotografie der Kellergasse (Gesamtheit). Klicken des Fotos erzeugt eine vergrößerte Ansicht. Daneben finden sich zwei Symbole: \| Weitere Bilder vorhanden \| Das Symbol bedeutet, dass weitere Fotos des Objekts verfügbar sind. Durch Klicken des Symbols werden sie angezeigt. \| \| Eigenes Foto hochladen \| Durch Klicken des Symbols können weitere Fotos des Objekts in das Medienarchiv Wikimedia Commons hochgeladen werden. \| |
| Name:                    | Bezeichnung der Kellergasse |
| Standort:                | Es ist die Katastralgemeinde (KG) angegeben. Durch Aufruf des Links Standort wird die Lage der Kellergasse in verschiedenen Kartenprojekten angezeigt. |
| Beschreibung             | Kurze Beschreibung der Kellergasse |
| Weitere Bilder vorhanden | Das Symbol bedeutet, dass weitere Fotos des Objekts verfügbar sind. Durch Klicken des Symbols werden sie angezeigt. |
| Eigenes Foto hochladen   | Durch Klicken des Symbols können weitere Fotos des Objekts in das Medienarchiv Wikimedia Commons hochgeladen werden. |